# Liste der Green-Screen-Preisträger

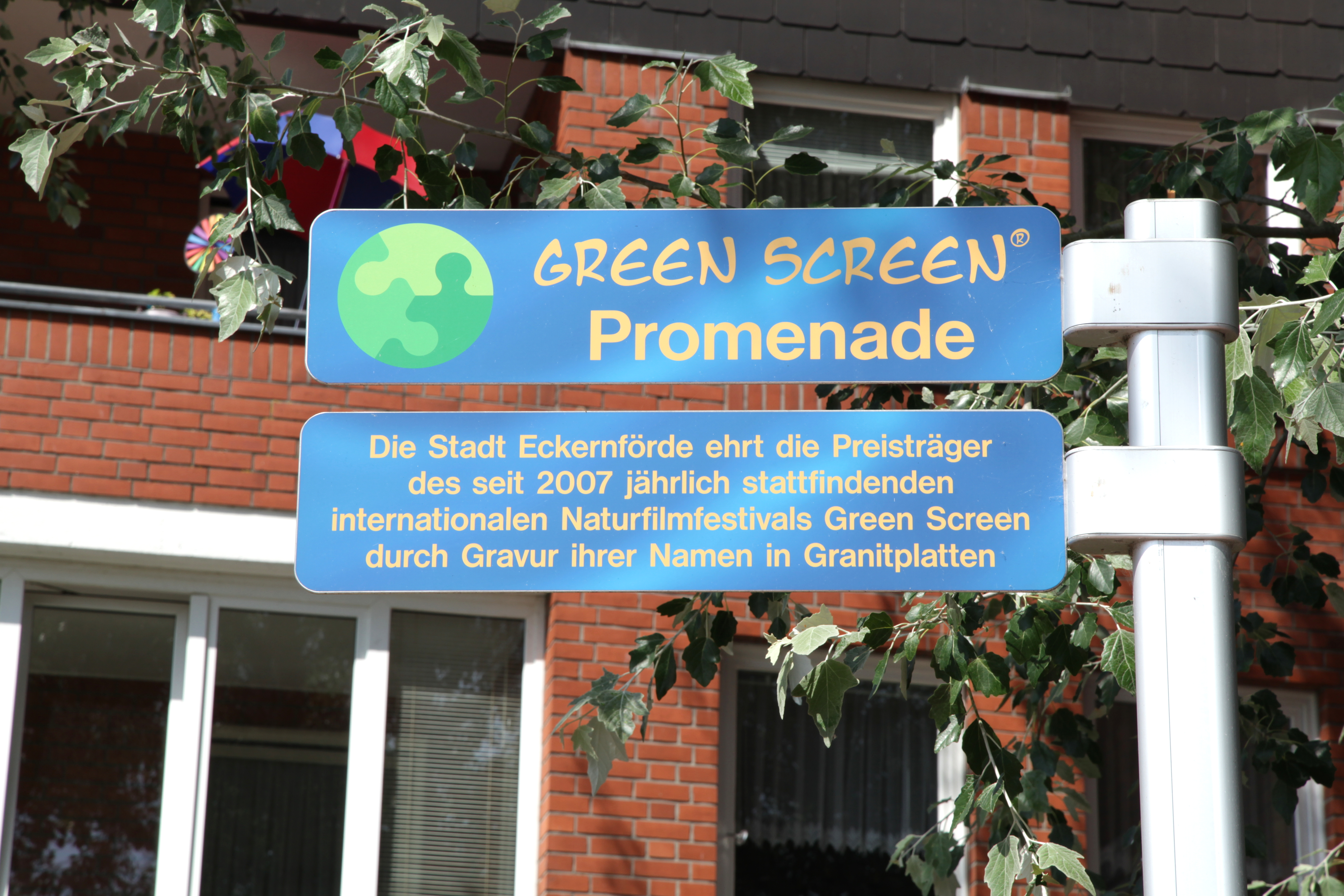
GREEN SCREEN Walk of Fame

Diese Liste umfasst die Preisträger des internationalen Naturfilmfestivals Green Screen.

## Preisträger

### 2024
- Green Screen Naturfilmpreis: Die geheime Welt der Tiere – Unter Wölfen, Regie: Axel Gebauer
- Heinz-Sielmann-Filmpreis: Patrick and the Whale, Regie: Mark Fletcher
- Nordischer Naturfilmpreis: Une année parmi les loups (dt.: Ein Jahr Unter Wölfen), Regie: Olivier Larrey, Tangouy Dumortier
- Green Report: Wenn jeder Atemzug gefährlich ist, Regie: Jess Kelly
- Bester Newcomer: Beyond the Bay, Regie:  	Daniel Green
- Beste Story: Das wahre Dschungelbuch, Regie: Das Jeremy Hogarth
- Beste Kamera: A Real Bugs Life, Regie:  	Alex Ranken, Bill Markham / Kamera: Simon de Glanvilles, Robert Hollingworth, Nathan Small, Dale Hudson, Matt Langbehn, Alec Davy
- Beste Musik: Japans wilder Norden, Regie: Masa Hayakawa, Harutaka Yano  / Musik: Jörg Magnus Pfeil, Siggi Mueller
- Beste Postproduktion: Der Metall-Planet: Wie Städte zu Minen werden, Regie: Ole Gurr
- Bester Wissenschaftsfilm: ARTENSCHUTZ 2.0, Regie: Susanne Maria Krauß
- Bester Meeresfilm: Terra X – Unsere Erde III – Von Meerengeln und Teufelsrochen, Regie: Will Ridgeon
- Bester innovativer Film: Die geheime Welt der Tiere – Unter Wölfen, Regie: Axel Gebauer
- Publikumspreis: Der Sturm, Regie: Michael Gärtner, Robin Jähne[1]

### 2023
- Bester Film: Kaktus Hotel, Regie: Yann Sochaczewski
- Heinz-Sielmann-Filmpreis: Patrick and the Whale, Regie Mark Fletcher
- Nordischer Naturfilmpreis: Unsere Meere – Naturwunder Ostsee
- Green Report: Die Recyclinglüge
- Bester Newcomer: The Halcyon Days
- Beste Story: Kaktus Hotel
- Beste Kamera: Der Ozean – Oase des Lebens., Kamera: Howard Hall
- Beste Musik: A Note for Nature
- Beste Postproduktion: Krähen – Nature Is Watching Us
- Bester Wissenschaftsfilm: Planet Soil
- Bester Meeresfilm: Patrick and the Whale
- Bester innovativer Film: Land
- Publikumspreis: Geheimnisvolles Tschechien – Ein Land wie im Märchen[2]

### 2022
- Bester Film: Waves Beneath The Water
- Heinz-Sielmann-Filmpreis: The Elephant & the Termite und Wild Isles
- Nordischer Naturfilmpreis: Paradiese aus Menschenhand: Die Rückkehr der Moore
- Beste unabhängige Produktion: Deep in the Heart
- Green Report Der verschwundene Wald
- Newcomer: Finite: The Climate of Change
- Beste Story: Kleine Meise ganz groß
- Beste Kamera: Naturwunder Gemüsegarten – Die große Welt der kleinen Tiere
- Beste Musik: Im Zaubertal der Kröten
- Beste Postproduktion: Expedition Deutschland – Das Vermächtnis der Steine: Der Norden
- Bester Wissenschaftsfilm: Insektenkiller
- Bester Meeresfilm: FROM THE WILD SEA
- Sonderpreis für die Beste Szene: Magische Momente der Natur
- Publikumspreis: Zimmer frei? – Die Baukunst der Spechte

### 2021
- Bester Film: Tagebuch einer Biene und WILD HORSES – A Tale From The Puszta (Ungarns wilde Pferde)
- Heinz-Sielmann-Filmpreis: Stilles Land – Vom Verschwinden der Vögel
- Nordischer Naturfilmpreis: Stormborn
- Beste unabhängige Produktion: POISSON D'OR, POISSON AFRICAIN
- Green Report Die Akte Wal
- Newcomer: Wilde Heimkehrer
- Beste Story: Tagebuch einer Biene
- Beste Kamera: Olimba, Königin der Leoparden (Leopard Legacy)
- Beste Musik: Wild Cuba
- Beste Postproduktion: Tagebuch einer Biene
- Bester Wissenschaftsfilm: To the heart of the social network : Neighbourhood quarrels of the Columbian ground squirrel
- Bester Meeresfilm: Ocean Super Predators (LES SUPER-PRÉDATEURS DES MERS)
- Sonderpreis der Jury: Im Reich der Auen – Die Oker[3]
- Publikumspreis: Die Moldau

### 2020
- Bester Film: My Octopus Teacher
- Heinz-Sielmann-Filmpreis: The Elephant Queen
- Nordischer Naturfilmpreis: Lappland – Im Reich der Rentiere
- Beste unabhängige Produktion: Sockeye Salmon. Red fish
- Green Report BAYER, Bauern und die Bienen
- Newcomer: Sheep Hero
- Beste Story: My Octopus Teacher
- Beste Kamera: Okawango – Fluss der Träume: Wüstenwelt
- Beste Musik: Im Reich der Wolga – Ein Strom wird zum Meer
- Beste Postproduktion: Terra X: Sieben Kontinente – Ein Planet: Nordamerika
- Bester Wissenschaftsfilm: Auf dünnem Eis
- Bester Meeresfilm: My Octopus Teacher
- Publikumspreis: Stadt, Land, Fuchs
- Sonderpreis der Jury: 66 Meter[4]
- Sonderpreis der Jury für die beste Serie: Terra X: Sieben Kontinente – Ein Planet: Antarktis, .. Nordamerika, .. Australien
- Sonderpreis für Biodiversität: Der stumme Sommer[5]

### 2019
- Bester Film: Herrscher einer vergessenen Welt – Biokos Drills
- Heinz-Sielmann-Filmpreis: plan b: Die Wächter der Bäume
- Nordischer Naturfilmpreis: Das Oder-Delta
- Beste unabhängige Produktion: Rodents of Unusual Size
- Newcomer: Love & Bananas
- Beste Story: Elephant Path / Njaia Njoku
- Beste Kamera: Die Weihnachtsinsel & der Palmendieb
- Beste Musik: Wilde Nächte – wenn die Tiere erwachen
- Beste Postproduktion: Im Königreich der Pilze
- Bester Wissenschaftsfilm: Saving Planet Earth: Fixing a Hole
- Bester Meeresfilm: Das Wesen der Wale
- Publikumspreis: Die verrückte Welt der Hörnchen[6]

### 2018
- Bester Film: White Wolves, Regie: Oliver Goetzl[7]
- Heinz-Sielmann-Filmpreis: Überraschungseier, Regie: Volker Arzt, Dietmar Nill
- Nordischer Naturfilmpreis: Die Lauenburgischen Seen , Regie: Christoph Hauschild
- Beste unabhängige Produktion: Mohitban va Palang , Regie: Nima Asgari, Fathollah Amiri
- Newcomer: Modified, Regie: Aube Giroux
- Beste Story: Das Gesetz der Löwen – Feindesland, Regie: Owen Prümm
- Beste Kamera: Magie der Fjorde , Regie: Jan Haft, Kamera: Jan Haft, Kay Ziesenhenne, Tobias Friedrich, Florian Graner, Max Kölbl
- Beste Musik: Magie der Fjorde , Regie: Jan Haft, Musik: Jörg Magnus Pfeil & Siggi Mueller
- Beste Postproduktion: Auf der Jagd – Wem gehört die Natur?, Regie: Alice Agneskirchner
- Bester Wissenschaftsfilm: Nacktmulle , Regie: Herbert Ostwald
- Bester Meeresfilm: Galapagos – Im Bann der Meeresströmungen, Regie: Thomas Behrend
- Publikumspreis: Auf Wiedersehen, Eisbär!, Regie: Asgeir Helgestadt

### 2017
- Bester Film: The Ivory Game, Regie: Kief Davidson, Richard Ladkani[8]
- Heinz-Sielmann-Filmpreis: Zugvögel, Regie: Petra Höfer, Freddie Röckenhaus
- Nordischer Naturfilmpreis: Wilde Ostsee – Von Dänemark bis Lettland, Regie: Christoph Hauschild
- Newcomer: The Archipelago, Regie: Benjamin Huguet
- Beste unabhängige Produktion: 24 Snega, Regie: Mikhail Barynin
- Beste Story: Megeti, Regie: Yann Sochaczewski
- Beste Kamera: Wildes Neuseeland – Im Reich der Extreme, Regie: Robert Morgenstern, Mark Flowers, Kamera: Robert Morgenstern, Pim Niesten, James Reardon, Moritz Katz, Christina Karliczek-Skoglund, Alexander Haßkerl
- Beste Musik: Megeti, Regie: Yann Sochaczewski, Musik: Oliver Heuss
- Bester Wissenschaftsfilm: Zugvögel, Regie: Petra Höfer, Freddie Röckenhaus
- Bester Meeresfilm: Auf Leben und Tod – Das Meer, Regie: Hugh Pearson
- Publikumspreis: Terra X: Eine Erde – Viele Welten (Dschungel), Regie: Mike Gunton

### 2016
- Bester Film: „Zurück zum Urwald – Nationalpark Kalkalpen“ Regie: Rita Schlamberger[9][10]
- Heinz-Sielmann-Filmpreis: Wildes Deutschland – Der Chiemsee„“ Regie: Jan Haft
- Bester Meeresfilm: „Die Eroberung der Weltmeere und die Macht der Wissenschaft“ Buch und Regie: Max Mönch und Alexander Lahl
- Beste Kamera: „Wüstenkönige – Die Löwen der Namib“ Buch und Regie: Will und Lianne Steenkamp
- Bester Kurzfilm: „Kalmare vor der Haustür“ von Philipp Hoy[11]
- Bester Kurzfilm für Kinder: „Der Eimersee“, Regie: Sven Bohde
- CAMäleon Filmclip: „Grünes Wunder“ von Karin Lorenz[12]

### 2015
- Bester Film: „Amerikas Naturwunder – Saguaro“ Regie: Henry M. Mix, Yann Sochaczewski. Deutschland 2015[13]
- Wildes Schleswig-Holstein: „Planet e:Die Rückkehr der Seehunde“ Regie: Torsten Mehltretter. Deutschland, 2013
- Beste Kamera: „Life Force 2 – The Arid Namib“ Regie: Makoto Kita. Japan/Neuseeland, 2014
- Bester Ökologie + Wissenschaftsfilm: „Bienen – Eine Welt im Wandel“ Regie: Dennis Wells. Österreich 2014
- Beste Musik: „Amerikas Naturwunder – Saguaro“ Regie: Henry M. Mix, Yann Sochaczewski. Deutschland 2015
- Beste Story: „Tatort Luchswald – Auf Spurensuche mit Andreas Hoppe“ Regie: Angela Graas. Deutschland, 2014
- Beste Postproduktion: „Wilde Slowakei“ Regie: Jan Haft. Deutschland 2015
- Bestes Tierverhalten: „Amerikas Naturwunder – Yellowstone“ Regie: Oliver Goetzl. Deutschland 2015
- Beste unabhängige Produktion: „The Wild Wet“ Regie: Moritz Katz & Joshua Mayo. Australien, 2014
- Bester Meeresfilm: „Shark Girl“ Regie: Gisela Kaufmann. Australien, 2013
- Green Report: „45 Minuten – Die Wahrheit über Pelz“ Regie: Antonia Coenen. Deutschland, 2014
- Preis der Jugendjury: „Bärenkinder“ Regie: Dr. Angelika Sigl. Deutschland, 2014
- Heinz-Sielmann-Filmpreis: „Warum sterben die Bienen?“ Regie: Christoph Würzburger. Deutschland 2014
- sh:z Publikumspreis: „Unter Störchen – Ein Dorf im Vogelfieber“ Regie: Herbert Ostwald. Deutschland 2014
- Publikumspreis Bester Kurzfilm: „In Between“ Regie: Rolf Steinmann. Deutschland, 2015
- Sonderpreis der Jury: „Peru's Blood Red Ocean“ Regie: Uli Pförtner. Peru/Deutschland, 2014
- Publikumspreis Bester Kurzfilm für Kinder: „Tierische Freundschaft – Anemonenfisch“ Regie: Jens Hamann. Ägypten/Deutschland 2014
- Frohnatur: „Praxis Dr. Plattdüütsch“ Regie: Cathrin Paulsen, Benjamin Vay, Tobias Möckel. Deutschland 2013[14]

### 2014
- Heinz-Sielmann-Filmpreis: „Die Rückkehr der Raubtiere – Wolf, Luchs und Bär auf dem Vormarsch“ Regie: Holger Vogt. Deutschland, 2013[15]
- Bester Film: „Penguins-Spy in the Huddle (Pinguine hautnah)“ Regie: John Downer. England, 2013
- Beste Kamera: „Australien – Im Reich der Riesenkängurus“ Regie: Thoralf Grospitz & Jens Westphalen. Deutschland 2014
- Bestes Skript: „Superhirne im Federkleid“ Regie: Volker Arzt. Deutschland/Neuseeland/Neukaledonien, 2013
- Beste Postproduktion: „Expedition Deutschland 1 – Eine Zeitreise durch 500 Millionen Jahre“ Regie: Ralf Blasius. Deutschland 2012
- Beste Musik: „On a River in Ireland“ Regie: John Murray. Irland 2013
- Beste unabhängige Produktion: „Spirit Creatures – Niassa's Invisible Realm“ Regie: Keith Begg. Mosambik, 2014
- Bester Meeresfilm: „Legends of the Deep: Deep-Sea Sharks“ Regie: Yoshio Yuki, Leslie Schwerin. Japan/USA 2013
- Bester Ökologie Film: „Karussell des Lebens – Die Streuobstwiese“ Regie: Klaus Scheurich. Deutschland, 2014
- Green Report: „Versenktes Gift“ Regie: Bob Coen, Eric Nadler, Nicolas Koutsikas. Frankreich, 2014
- Bestes Tierverhalten: „Kolibris – Leben am Limit“ Regie: Paul Reddish. Österreich, 2012
- sh:z Publikumspreis: „Kleiner Langschläfer Hellwach – Die Haselmaus“ Regie: Joachim Hinz & Beatrix Stoepel, Deutschland 2014
- Publikumspreis Bester Kurzfilm für Kinder: „Die Sendung mit der Maus – Die Quelle“ Regie: Sabine Ennulath, Christoph Biemann. Deutschland, 2014
- Publikumspreis Bester Kurzfilm: „De l’autre côté de la plage“ Regie: Fabien Mazzocco & Marie Daniel. Frankreich, 2013
- Frohnatur: „Bottle“ Regie: Kirsten Lepore USA, 2010
- Preis der Jugendjury: „Der Bauer und sein Prinz“ Regie: Bertram Verhaag. Deutschland, 2013
- Sonderpreis der Jury: „More than honey“ Regie: Markus Imhoof. Deutschland 2012

### 2013
- Heinz-Sielmann-Filmpreis: Der Naturfilm-Pionier Sir David Attenborough erhielt den Preis für sein Lebenswerk.[16]
- Bester Film „Wild Africa – Kalahari“ Regie: Mike Gunton, James Honeyborne. Großbritannien, 2011
- Beste Kamera: „The Unlikely Leopard“ Regie: Dereck und Beverly Joubert. Südafrika, 2012
- Bester Meeresfilm: „Thunfische – Jäger der Meere“ Regie: Rick Rosenthal. USA, 2012
- Beste Geschichte „A Wild Dogs Tale“ Regie: Richard Matthews, Brad Bestelink. Südafrika, 2012
- Preis der Jugendjury „Welt der Tiere: Die Tränen des Geparden“ Regie: Angela Graas. Deutschland 2012
- Beste Musik: „Der wilde Wald der Kaiserin“ Regie: Thomas Rilk. Österreich, 2012
- Bester Ökologie Film: „Dschungel unter Wasser“ Regie: Serge Dumont, Frank Nischk, Sarah Zierul, Thomas Weidenbach. Deutschland, 2012
- Green Report: „Atomic Africa“ Regie: Marcel Kolvenbach. Deutschland, 2013
- sh:z Publikumspreis: „Wildes Deutschland – Vorpommerns Auen“ Regie: Christoph Hauschild. Deutschland, 2012
- Beste Postproduktion: „Wild Africa – Kalahari“ Regie: Mike Gunton, James Honeyborne. Großbritannien, 2011
- Beste Unabhängige Produktion: „Das Jahr des Rotmilans“ Regie: Robin Jähne, Sarah Herbort. Deutschland, 2012
- Publikumspreis Bester Kurzfilm für Kinder: „Feuermänner – Kampf gegen Chemie“ Regie: Andreas Orth. Deutschland 2012
- Publikumspreis Bester Kurzfilm: „Crossover“ Regie: Fabian Grodde. Deutschland, 2010
- Sonderpreis der Jury Bestes Tierverhalten: „War of Whales – Orca Attack“ Regie: Shiro Kagawa. Japan, 2012
- Frohnatur: „Eisprung“ Regie: Loretta Arnold. Schweiz, 2011

### 2012
- Heinz-Sielmann-Filmpreis: „Fledermäuse – Warte bis es dunkel wird“ Regie: Dietmar Nill. Deutschland 2011[17]
- Bester Film: „Sahara: Life on the Edge“, Regie: Richard Kirby, Bill Markham. Australien 2011
- Beste Geschichte: „Paseka – The Easter Elephant“, Regie: Mike Holding, Caroline El-Marazk. Botswana 2011
- Beste Bildgestaltung: „Puma – Unsichtbarer Jäger der Anden“ Regie: Uwe Müller. Deutschland 2011
- Beste Musik: „Fledermäuse – Warte bis es dunkel wird“ Regie: Dietmar Nill. Musik: Jörg Magnus Pfeil. Deutschland 2011
- Bester Wissenschaftsfilm: „Life in Hell – Survivors of heat“, Regie: Vincent Amouroux. Frankreich 2011
- Beste Postproduktion: „Aurora – Fire In The sky“, Regie: Ivo Filatsch. Österreich 2012
- Bester Meeresfilm: „Jaws Comes Home“, Regie: Nick Stringer, Nick Caloyianis. Großbritannien 2011
- Bester ökologischer Film: „Fünf Grad Plus“, Regie: Waltraud Paschinger. Österreich 2011
- Bester Kurzfilm: „Wasserflöhe in der Pfütze“, Regie: Alexander Fürst von Lieven, Hans Purrmann. Deutschland 2011
- Preis der Jugendjury: „hier und heute: Der goldene Oktober – Ich glaub, ich steh im Wald“, Regie: Marko Rösseler. Deutschland 2011
- Sonderpreis der Jury: „Jagd auf den Riesenwurm“, Regie: Randall Wood. Australien 2011
- SH:Z Publikumspreis: „Die Letzten Europas – Wildpferde im Münsterland“, Regie: Christian Baumeister. Deutschland 2011
- Camäleon Jugendfilmpreis: „Die Ameise und ihr Staat; Leben in zwei Elementen; Artenvielfalt durch Biotopverbund“
- Green Report: „Abgefackelt – Wie Ölkonzerne unser Klima killen“, Regie: Inge Altemeier, Steffen Weber. Deutschland 2011

### 2011
- Heinz-Sielmann-Filmpreis: Den Heinz-Sielmann-Filmpreis erhielt der Förderverein Greenscreen e. V.[18]
- Bester Film: „Wildes Skandinavien – Norwegen“, Regie: Jan Haft. Deutschland 2010
- Beste Geschichte: „Expedition 50° – Auf dem Breitengrad der Extreme – Kamtschatka“, Regie: Felix Heidinger. Deutschland 2010/2011
- Beste Bildgestaltung: „Sambesi Teil 1 + 2“ Regie: Michael Schlamberger, Rolando Menardi. Österreich 2010
- Beste Tongestaltung: „Wildes Skandinavien – Schweden“, Regie: Oliver Goetzl. Musik: Klaus Hillebrecht, Oliver Heuss; Tonmischung: Sven-Michael Blum; Sprecher: Martin Umbach. Deutschland 2011
- Bester Wissenschaftsfilm: „Life in Hell – Survivors of Darkness“, Regie: Thierry Berrod. Frankreich 2010
- Beste Postproduktion: „Life Force – Brazil's Cerrado“, Regie: Satoshi Okabe. Japan/Neuseeland 2011
- Bester Meeresfilm: „Terra X: Universum der Ozeane (Teil 1)“, Regie: Stefan Schneider. Deutschland 2010
- Bester ökologischer Film: „Green“, Regie: Patrick Rouxel. Frankreich 2009
- Bester Kurzfilm: „Papa Shillingi“, Regie: Katrin Ender. Kenia 2009
- Preis der Jugendjury: „Hannes Jaenicke – Im Einsatz für Gorillas“, Regie: Judith Adlhoch, Eva Gfirtner. Deutschland 2010
- Sonderpreis der Jury: „The Legend of Pale Male“, Regie: Frederic Lilien. Belgien 2010
- sh:z-Publikumspreis: „Abenteuer Erde: Im Reich des Eisvogels“, Regie: Rolf J. Möltgen. Deutschland 2010
- Sielmann Junior Filmpreis (ohne fachliche Anleitung): „Der Natur auf der Spur“, Regie: Lena Saenger. Deutschland 2011
- Sielmann Junior Filmpreis (mit fachlicher Anleitung): „Tierische Beziehungen“, Regie: Lisa Hamid, Katharina Thurau. Deutschland 2011

### 2010
- Heinz-Sielmann-Filmpreis: „Wilde Pyrenäen – Berge des Lichts“, Regie: Jürgen Eichinger. Deutschland 2009/2010[19]
- Bester Film: „Mount St. Helens – Der Vulkan lebt“, Regie: Jörg Daniel Hissen, Heinz Leger. Österreich 2010
- Beste Geschichte: „Mauerhase“, Regie: Bartek Konopka; Autoren: Bartek Konopka, Piotr Rosolowski. Polen/Deutschland 2009
- Beste Bildgestaltung: „Das Kornfeld – Dschungel für einen Sommer“, Regie: Jan Haft. Kamera: Kay Ziesenhenne, Jan Haft, Felix Pustal. Deutschland 2010
- Beste Musik: „Wildes Japan 1 + 2“, Regie: Thoralf Grospitz, Jens Westphalen. Musik: Klaus Hillebrecht; Tonmischung: Sven-Michael Blum. Deutschland 2009
- Bester Wissenschaftsfilm: „Schwärme – Intelligenz der Massen“, Regie: Jakob Kneser. Deutschland 2009
- Bester Meeresfilm: „Andrea: Queen of Mantas“, Regie: Mark Woodward. Großbritannien 2009
- Bester ökologischer Film: „Der Bauer der das Gras wachsen hört“, Regie: Bertram Verhaag. Deutschland 2009
- Preis für biologische Vielfalt: „Das Blaue Wunder – im Inselreich von Raja Ampat“, Regie: Rolf J. Möltgen. Deutschland 2009
- Bester Kurzfilm: „Leben zwischen den Zeilen“, Regie: Hans Purrmann, Alexander Fürst von Lieven. Deutschland 2010
- Bester Kurzfilm für Kinder: „Leben zwischen den Zeilen“, Regie: Hans Purrmann, Alexander Fürst von Lieven. Deutschland 2010
- Preis der Jugendjury: „Ecuador – von den Anden in den Amazonas“, Regie: Marlen Hundertmark. Deutschland 2009
- Sonderpreis der Jury: „Jagdzeit – Den Walfängern auf der Spur“, Regie: Angela Graas. Deutschland 2009
- Sonderpreis für einen wichtigen Beitrag zum Thema Umweltschutz: „Stinkende Schiffe“, Regie: Andreas Orth. Deutschland 2009

### 2009
- Heinz-Sielmann-Filmpreis: „Eisbären können nicht weinen“, Regie: Thomas Behrend. Deutschland 2008[20]
- Bester Film: „Wildes Russland“, Filmreihe NDR Naturfilm, Regie: Tom Synnatzschke, Oliver Goetzl, Uwe Anders, Tobias Mennle, Henry M. Mix, Christian Baumeister. Deutschland 2008
- Bester Meeresfilm: „Die Kraken vom Stromboli“, Regie und Kamera: Sigurd Tesche, Deutschland, 2007
- Beste Geschichte: „Eco Crimes – Ozonkiller“, Regie und Autor: Heinz Gruenling. Deutschland 2008
- Beste Kamera: „Mythos Wald“, Kamera: Jan Haft, Kay Ziesenhenne, Regie: Jan Haft. Deutschland 2008 + „Das Havelland“, Kamera und Regie: Christoph Hauschild. Deutschland 2008
- Beste Musik: „Chamäleon Beach“, Musik: Nicklas Schmidt, Jes Paul, Morten Høirup; Regie: Adam Schmedes. Dänemark 2008
- Bester Wissenschaftsfilm: „Kluge Pflanzen 2 – Blattgeflüster“, Regie: Volker Arzt[21]. Deutschland 2009
- Bester Ökologischer Film: „Cork – Forest in a Bottle“, Regie: Mike Salesbury, Paul Morisson. Großbritannien 2008
- Bester Kurzfilm: „Gimme a Hug“, Regie: Geert Droppers. Niederlande 2008
- Bester Kurzfilm für Kinder: „Smalltalk diaries“, Regie Martin Dohrn. Großbritannien 2008
- Preis der Jugendjury: „Terror im Reich der Orkas“, Regie: Angela Graas. Deutschland 2007

### 2008
- Heinz-Sielmann-Filmpreis: „Prinz der Alpen“, Regie: Klaus Feichtenberger, Otmar Penker. Österreich 2007[22]
- Bester Film: „Die Türkei“, Regie: Jan Haft. Deutschland 2007
- Beste Kamera: „Parting Lands“, Regie: Zoltan Török. Ungarn 2006
- Bester Meeresfilm: „Das Geheimnis der Buckelwale“, Regie: Daniel Opitz. Deutschland 2007
- Umweltfilmpreis: „Silent Scream“, Regie: Artur Gharibian, Artur Hayrumyan, Andranik Hovhannisyan. Armenien 2007
- Lobende Erwähnung: „Friends from Madagaskar“, Regie: Willie Steenkamp. Südafrika 2007

### 2007
- Bester Film: „Die Wiese“, Jan Haft[23]. Deutschland 2005
- Beste Kamera: „Wild ist der Weste(r)n“, Kamera: Stephan Mussil[24]; Regie: M. Christ, Harald Pokieser. Österreich 2005
- Bester Schnitt: „Tintenfische – Acht Arme mit Köpfchen“, Schnitt: Carsten Orlt. Australien 2006[25]
- Kurzfilmpreis: „Al Maha, im Visier des Falken“, Regie: Christian Herrmann. Deutschland 2007
- Lobende Erwähnung: „Lantern Fishing On The Lijang River“, Regie: Wu Xianglie. China, 2006 + „Finnland – Bären, Elche, Riesenmarder“, Regie: Oliver Goetzl. Deutschland 2006